# Anisodes areolaria
Anisodes areolaria là một loài bướm đêm trong họ Geometridae.